# Zwonowice
Zwonowice est une localité polonaise de la gmina de Lyski, située dans le powiat de Rybnik en voïvodie de Silésie.